# 좋은문화병원
좋은문화병원은 부산광역시 동구 범일로 119에 위치한 은성의료재단 산하 종합병원이다.

## 연혁
- 1979년 7월 7일 구정회 정형외과, 문화숙산부인과 개원
- 1987년 2월 26일 문화병원 개원
- 1992년 9월 30일 은성의료재단설립
- 1993년 11월 3일 별관 신축 기공식
- 1995년 3월 11일 별관동 준공
- 1995년 3월 17일 문화정형외과병원 분리 개원
- 1999년 3월 29일 신관동 준공
- 2000년 2월 15일 종합병원 승격
- 2001년 11월 30일 신관 1차 증축 완공
- 2004년 1월 1일 좋은문화병원으로 개칭
- 2004년 7월 1일 신관 2차 증축